# Valesca Ampoorter
Valesca Ampoorter (5 maart 2004) is een Belgische voetbalster. Ze speelt als middenvelder voor Oud-Heverlee Leuven in de Belgische Super League competitie.